# Румпф, Элла
Элла Румпф (нем. Ella Rumpf; род. 4 февраля 1995, Париж, Франция) — швейцарская актриса. Известна по ролям в фильмах «Сырое» (2016), «Девушка по прозвищу Зверь» (2017) и «Божественный порядок» (2017), телесериалах «Фрейд» (2020) и «Полиция Токио» (2022).

## Биография
Родилась в Париже и выросла в Цюрихе, Швейцария. Отец — психотерапевт, а мать — преподаватель. Училась в школе по вальдорфской педагогике. В 14 лет впервые попробовала себя в актёрском мастерстве, сыграв главную роль в «Ромео и Джульетта». В 16 лет она дебютировала в фильме «Лето снаружи» (2011) режиссёра Фредерике Йена.
В 2014 году Румпф получила роль Али в фильме «Война» (нем. Chrieg) Симона Жакме и была номинирована на Швейцарскую кинопремию в категории «Лучшая женская роль второго плана». Два года посещала Центр актёрского мастерства Джайлза Формана в Лондоне после окончания Цюрихского университета прикладных наук в 2013-м году.
Румпф говорит на швейцарском диалекте немецкого, французском и английском.

## Избранная фильмография
| Год  |    | Русское название                    | Оригинальное название             | Роль              |
| ---- | -- | ----------------------------------- | --------------------------------- | ----------------- |
| 2011 | ф  | Лето снаружи                        | Draussen ist Sommer               | Мия               |
| 2014 | ф  | Война                               | Chrieg                            | Али               |
| 2016 | с  | Место преступления                  | Tatort                            | Ава Флёри         |
| 2016 | ф  | Сырое                               | Grave                             | Алексия           |
| 2017 | ф  | Божественный порядок                | Die göttliche Ordnung             | Ханна             |
| 2017 | ф  | Девушка по прозвищу Зверь           | Tiger Girl                        | Зверь             |
| 2017 | тф | Я поворачиваю время вспять для тебя | Für dich dreh ich die Zeit zurück | Хелена            |
| 2018 | ф  | Асфальтовые джунгли                 | Asphaltgorillas                   | Мэри              |
| 2019 | ф  | Любовь между строк                  | Gut gegen Nordwind                | Эдриенн Лейке     |
| 2019 | ф  | Сочувствие Дьяволу                  | Sympathie pour le diable          | Боба              |
| 2020 | ф  | Линденберг! Делай своё дело         | Lindenberg! Mach dein Ding        | Сюзанн            |
| 2020 | с  | Фрейд                               | Freud                             | Флёр Саломе       |
| 2021 | ф  | Душа зверя                          | Soul of a Beast                   | Кори              |
| 2021 | с  | Наследники                          | Succession                        | Графиня           |
| 2022 | с  | Полиция Токио                       | Tokyo Vice                        | Полина            |
| 2023 | ф  | Северный комфорт                    | Northern Comfort                  | Коко              |
| 2023 | ф  | Теорема Маргариты                   | Le théorème de Marguerite         | Маргарита Хоффман |

## Награды
| Год  | Премия                                 | Категория                         | Работа                    | Результат |
| ---- | -------------------------------------- | --------------------------------- | ------------------------- | --------- |
| 2015 | Swiss Film Award                       | Лучшая женская роль второго плана | Война                     | Номинация |
| 2022 | Swiss Film Award                       | Лучшая женская роль               | Душа зверя                | Номинация |
| 2018 | German Film Critics Association Awards | Лучшая женская роль               | Девушка по прозвищу Зверь | Номинация |